# سوق الوادي (العدين)

تعديل مصدري - تعديل

سوق الوادي محلة تابعة لقرية مقاند، التابعة لعزلة الوادي بمديرية العدين إحدى مديريات محافظة إب في الجمهورية اليمنية.، بلغ تعداد سكانها 31 حسب تعداد اليمن لعام 2004.